# Neuhausen-Nymphenburg
Neuhausen-Nymphenburg est un des vingt-cinq secteurs de la ville allemande de Munich. Il compte 100 000 habitants.

## Histoire
Le quartier de Nymphenburg doit son nom au château de Nymphenburg, l’ancienne résidence d’été des électeurs et des rois de Bavière. Aujourd’hui, le palais est l’une des attractions les plus populaires de Munich, avec le parc du château de Nymphenburg.
Le 1er janvier 1899, la commune de Nymphenburg, jusque-là indépendante, est intégrée à la ville de Munich. En 1992, Neuhausen et Nymphenburg fusionnent pour former l’arrondissement actuel.

## Sites et monuments
- Château et parc de Nymphenburg
- Cimetière de Nymphenburg
- Jardin Botanique de Munich
- Le Hirschgarten, ou Jardin royal des Cerfs, parc de 40 ha
- L'église Sainte-Thérèse